# Pamban-Brücke
Pamban-Brücke (engl. Pamban Bridge, Tamil பாம்பன் பாலம்) ist eine aus einer älteren eisernen Eisenbahn- und einer Straßenbrücke (Beton) und einer neuen Eisenbahn-Spannbetonbrücke bestehende Verbindung im Ramanathapuram-Distrikt des indischen Bundesstaats Tamil Nadu, welche vom Festland zur Insel Pamban in der Palkbucht führt. Der Zielbahnhof ist dort im Pilgerort Rameswaram. Weiter in den Indischen Ozean hinaus führt eine Fährverbindung zum südöstlichen, benachbarten Inselstaat Sri Lanka.

## Eisenbahnbrücke
Erste Überlegungen zum Bau einer Brücke zur Verbesserung der Handelswege nach Ceylon wurden von der britischen Kolonialverwaltung bereits in den 1870er Jahren angestellt. Mit dem Bau der Brücke wurde 1911 begonnen. Die Brücke wurde von dem deutschstämmigen Ingenieur William Donald Scherzer entworfen.
Die am 24. Februar 1914 eröffnete meterspurige Stahl-Vollwandträgerbrücke ist zwischen den beiden Ufern 2065 Meter lang. Sie liegt etwa fünf Meter über dem Wasser auf 143 Betonpfeilern, die im Abstand von ungefähr 13 Metern angeordnet sind. Ungefähr 430 Meter vom pambanseitigen Ufer entfernt steht eine aus zwei Wipparmen in Fachwerkbauweise bestehende Klappbrücke mit 65,23 Meter Spannweite eingefügt. Diese wurde bis vor kurzem noch von Hand für die 10 bis 15 größeren Schiffe pro Monat geöffnet und war bis zur Eröffnung des Bandra–Worli Sea Link bei Mumbai im Jahre 2009 Indiens einzige Meeresbrücke. Obwohl sie unter dem feuchten Klima litt und von dem Rameshwaram Zyklon im Jahr 1964 beschädigt wurde, handelt es sich im Wesentlichen noch um die originale Brücke. Die Bahnstrecke wurde von Indian Railways auf Breitspur umgespurt und am 12. August 2007 wieder eröffnet, nachdem zuvor noch der Abriss erwogen wurde. 2009 wurde die Brücke für den Güterverkehr nochmals verstärkt, wobei die Lagerung der Wipparme mit zusätzlichen seitlichen Stützen versehen wurde. Indian Railways versucht, die Brücke in die Liste des Welterbes der UNESCO zu bringen.
Im Februar 2020 begannen Bauarbeiten zur Neuen Pamban-Brücke in Spannbetonbauweise, die neben der alten Eisenbahnbrücke als eingleisige Eisenbahnbrücke gebaut wird, wobei die Pfeiler und der Bereich der neuen Hubbrücke schon für ein zweites Gleis vorbereitet sind. Die neue Brücke ging im Jahr 2024 in Betrieb.

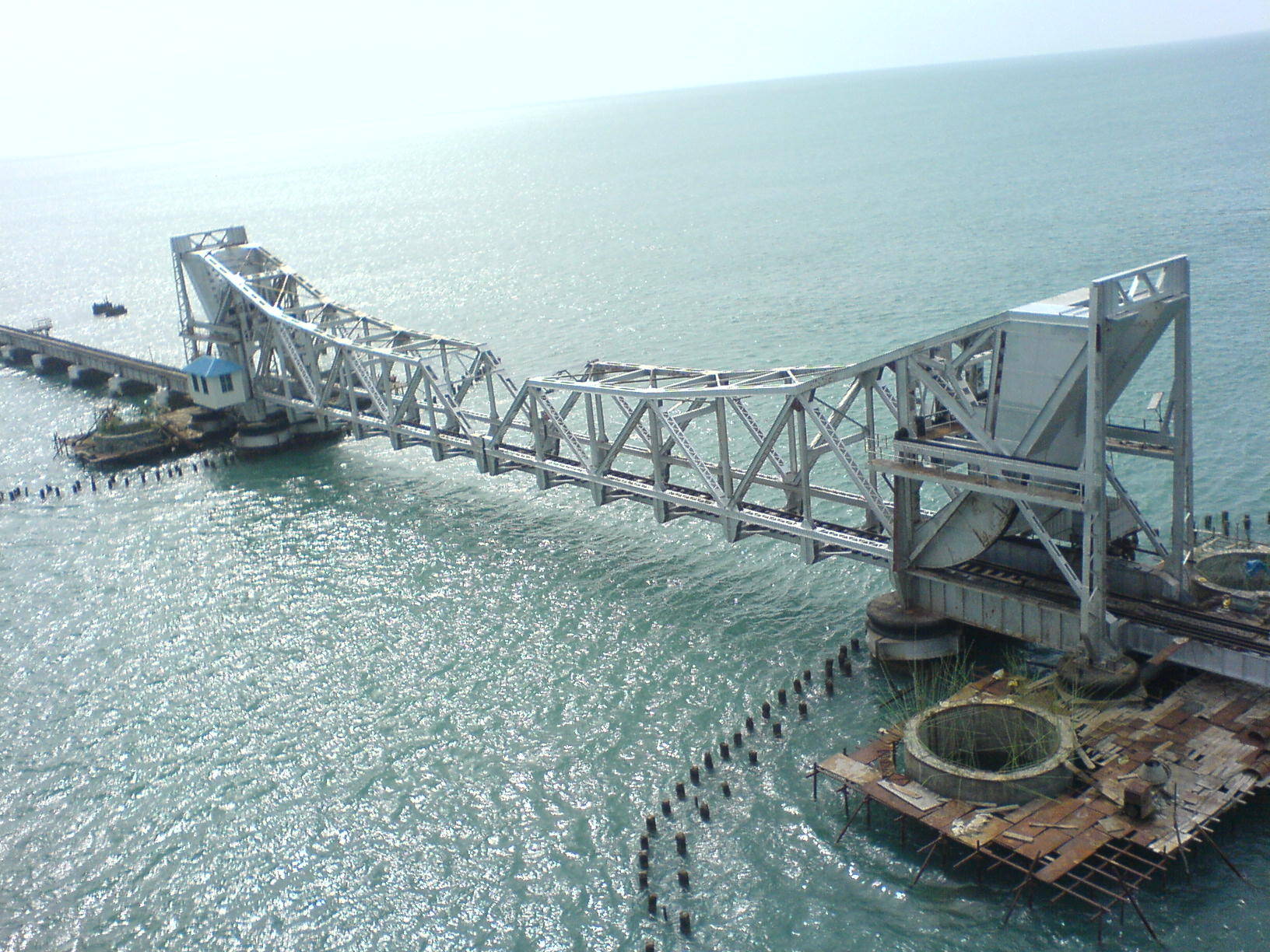
Beide Eisenbahnbrücken, rechts die ältere Hubbrücke
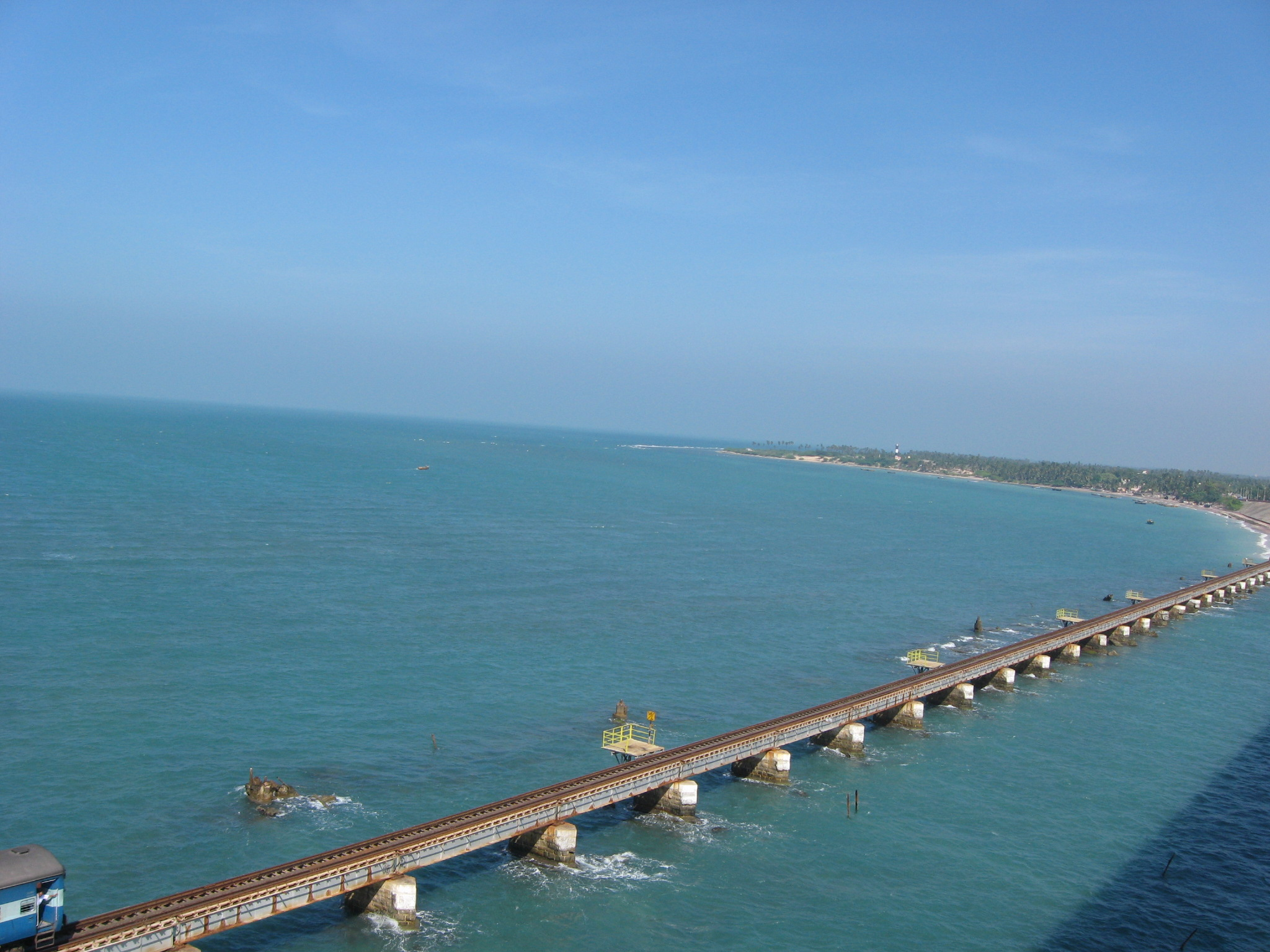
Eisenbahnbrücke Teilansicht
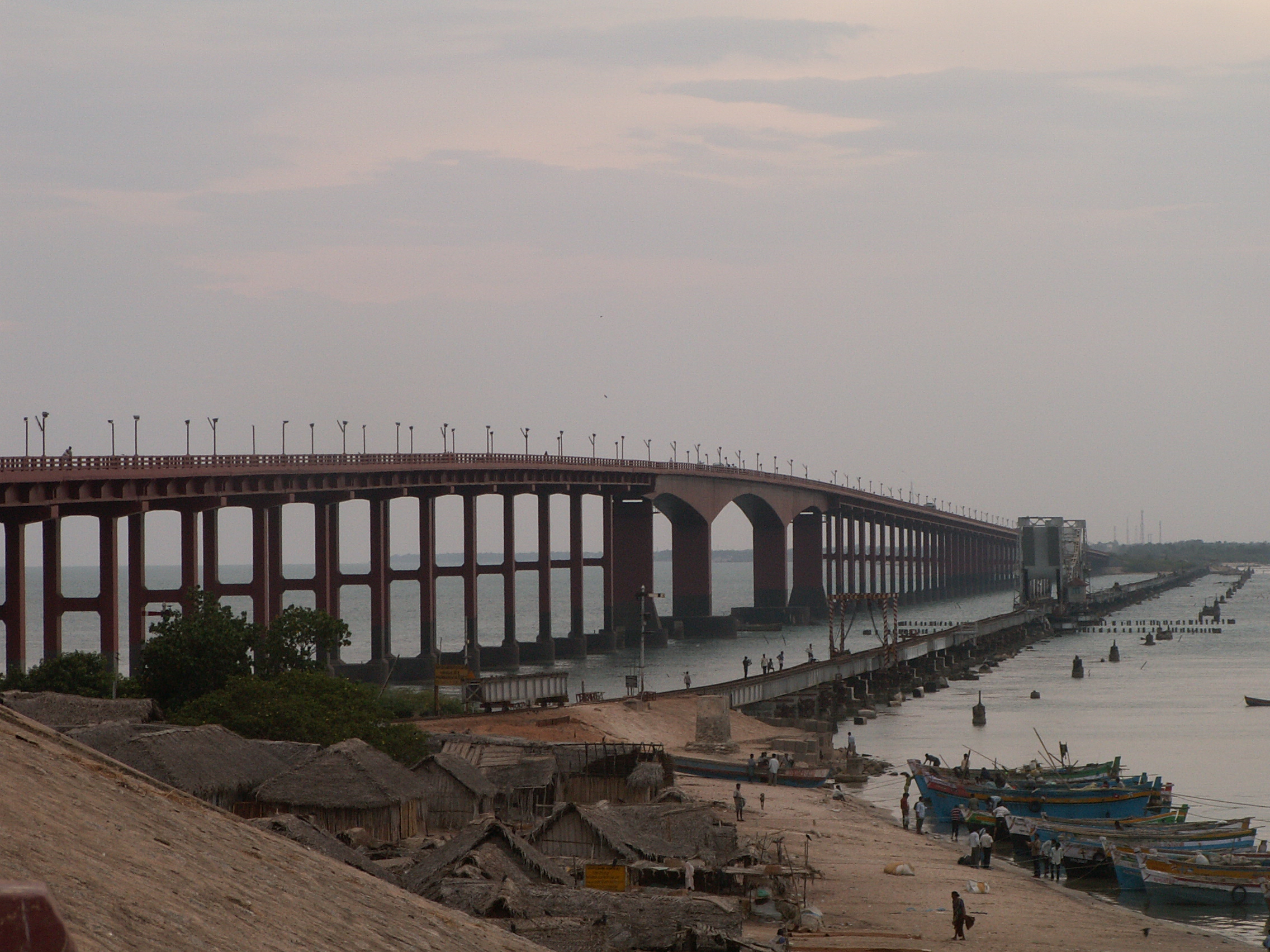

## Straßenbrücke
Parallel zur Eisenbahnbrücke verläuft etwa 40 Meter südlich die 1988 eröffnete zweispurige Straßenbrücke Annai Indira Gandhi Road Bridge. Sie ist eine von 79 Pfeilern getragene 2345 Meter lange Brücke in Spannbetonbauweise. Ihr Bau wurde 1974 von einer lokalen Baufirma begonnen, musste aber wegen technischen und anderen Schwierigkeiten 1979 unterbrochen werden. Nachdem die Arbeiten ab 1983 wieder fortgesetzt wurden, konnte die Brücke 1988 dem Verkehr übergeben werden.
Die Schifffahrtsstraße wird von einer fünf-feldrigen Auslegerbrücke überquert, deren Träger als zweizelliger gevouteter Hohlkasten ausgeführt ist. Die mittlere Öffnung hat eine Spannweite von 115 m und die beiden äußeren jeweils 68 Meter.
Der Rest der Brücke besteht aus 53 von der Schifffahrt nicht zu querenden 27 m langen Feldern auf der Mandapam-Seite und 12 solchen auf der Pampan-Seite, wo sich weitere neun 27,6 m lange Felder anschließen, welche die Straße in einem Bogen über die Eisenbahn führen. Jedes der Felder ist 27 m lang und besteht aus vier nebeneinander liegenden I-Trägern, welche aus Spannbeton vorgefertigt wurden und nach dem Auflegen auf die Pfeiler mit einer querverspannten Betonplatte versehen wurden.
Die Fahrbahnplatte der Straße ist 10,64 Meter breit und wird von einer 7,5 m breiten Fahrbahn mit zwei 1,6 m breiten Gehwegen auf beiden Seiten genutzt. Von beiden Ufern aus hat der Viadukt jeweils eine gleichmäßige Steigung bis zur Querung der Schifffahrtsrinne.
Das ganze Bauwerk wird durch einen Korrosionsanstrich gegen die sehr aggressive salzhaltige Atmosphäre geschützt

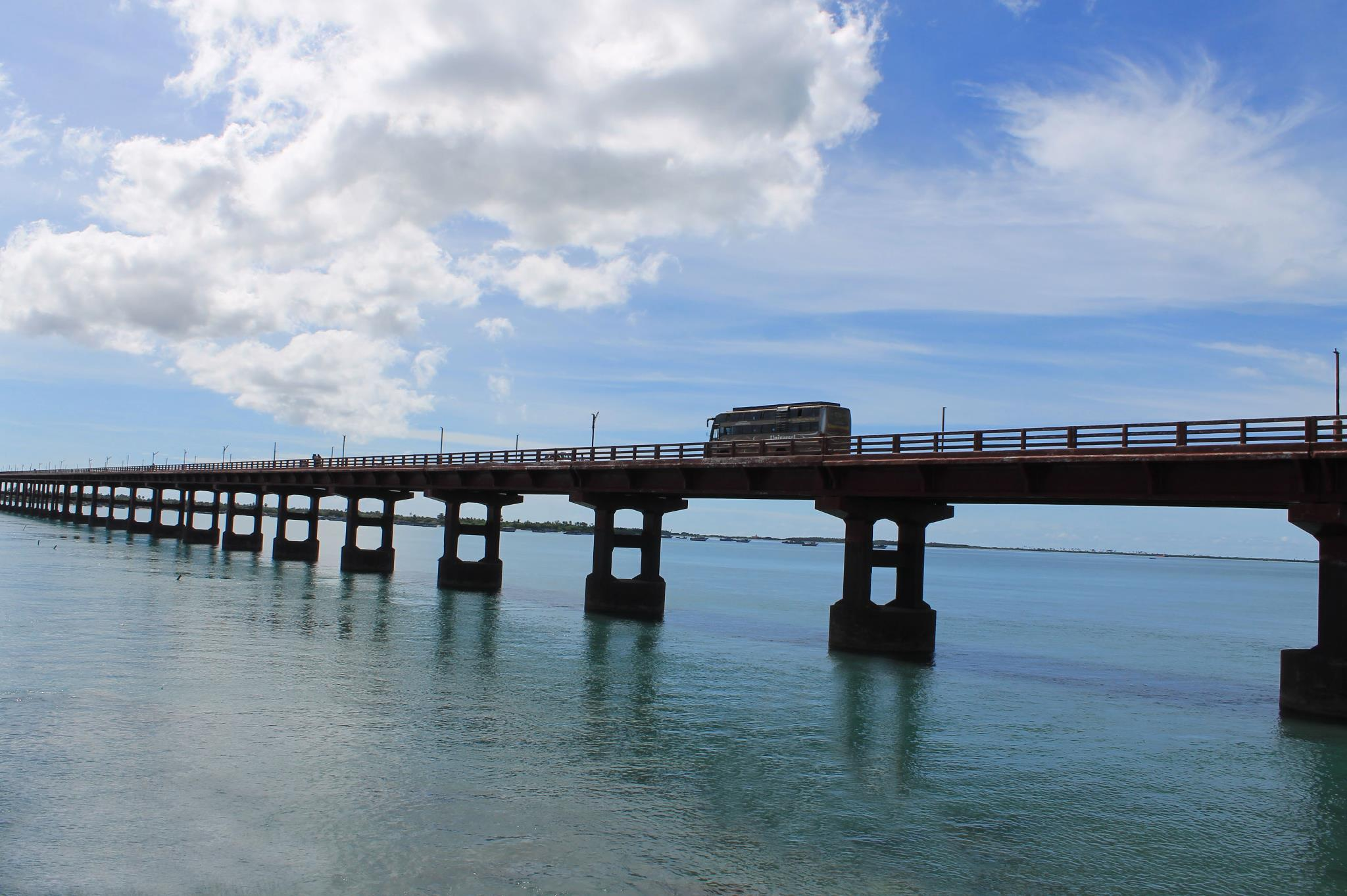
Straßenbrücke
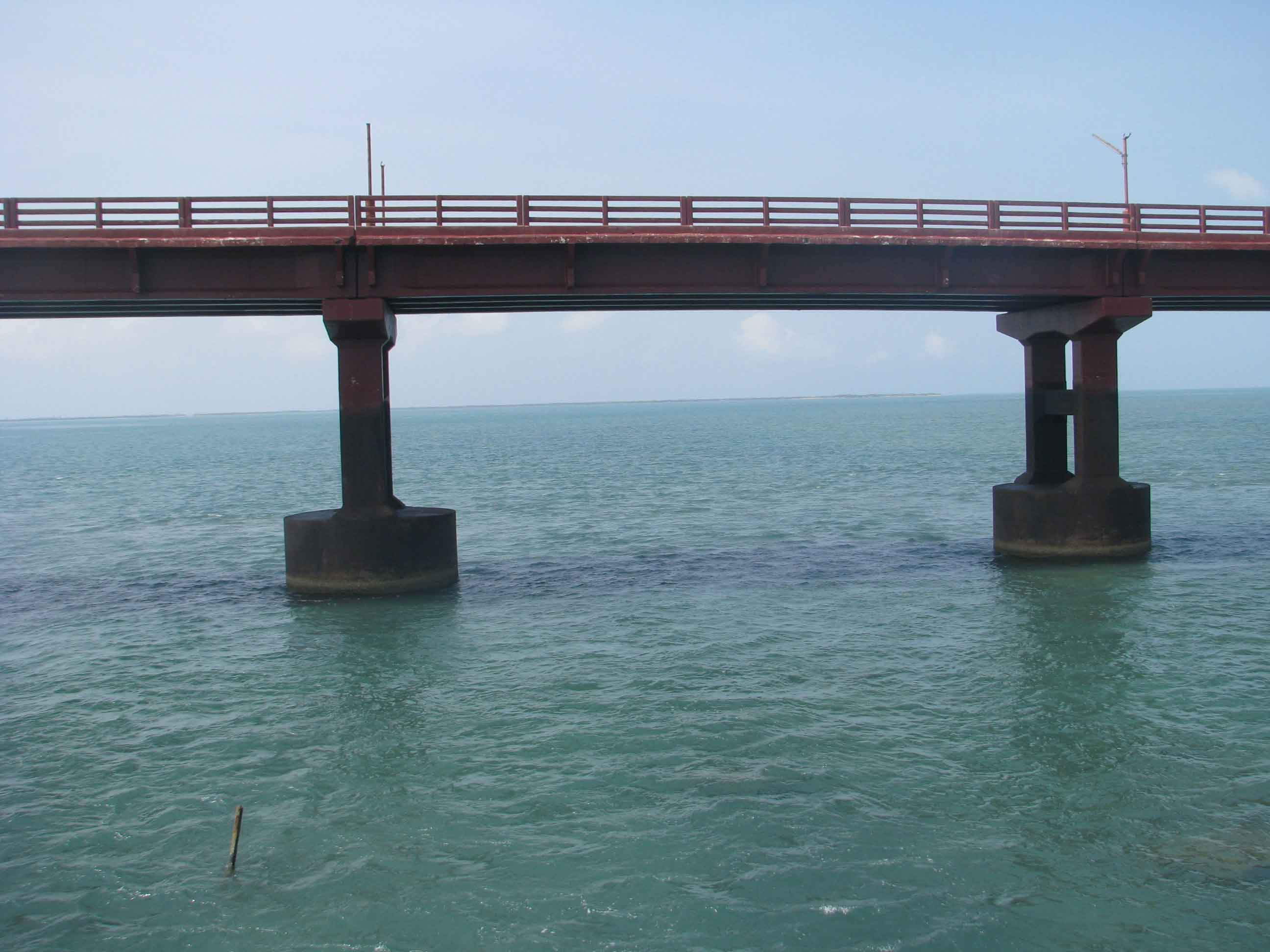
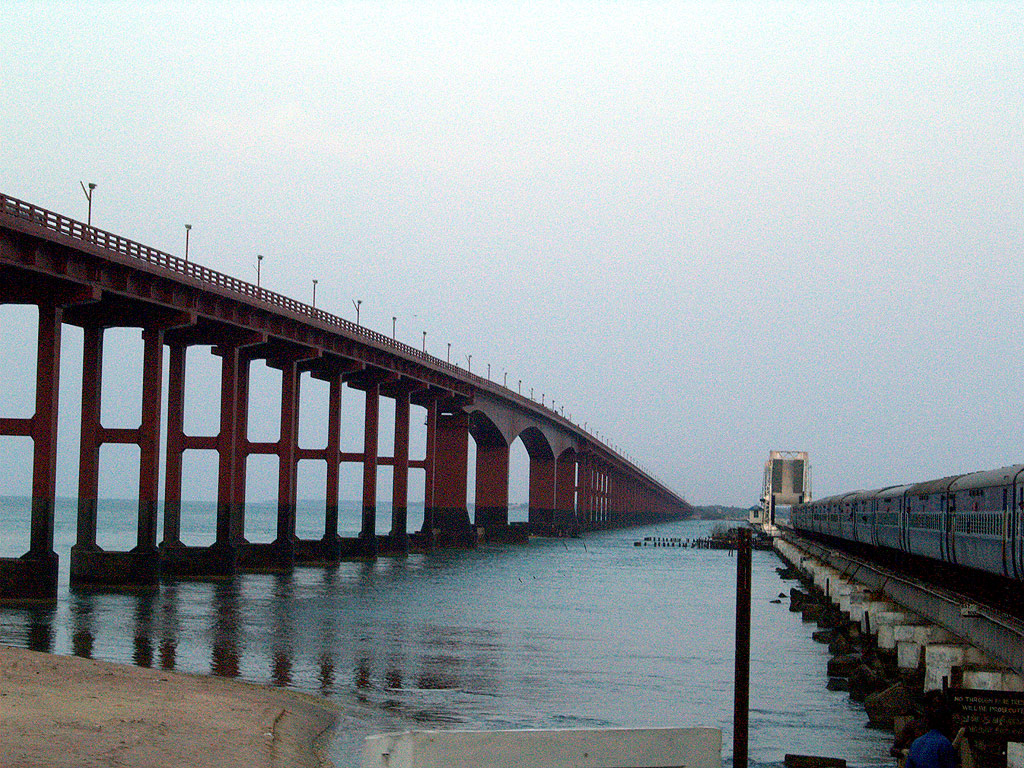

## Dokumentarfilm
- Marita Neher: Der Rameswaram Express (In der Reihe: Die gefährlichsten Bahnstrecken der Welt). Medea Film – Redaktion Irene Höfer, 2019/2022, 45 Min.[17] (auch franz. (Danger sur les rails) und engl. Fassungen)